# Bardouville
Bardouville és un municipi francès situat al departament del Sena Marítim i a la regió de Normandia. L'any 2007 tenia 625 habitants.

## Demografia

### Població
El 2007 la població de fet de Bardouville era de 625 persones. Hi havia 221 famílies de les quals 40 eren unipersonals (24 homes vivint sols i 16 dones vivint soles), 68 parelles sense fills, 101 parelles amb fills i 12 famílies monoparentals amb fills.
La població ha evolucionat segons el següent gràfic:
Habitants censats

### Habitatges
El 2007 hi havia 242 habitatges, 228 eren l'habitatge principal de la família, 6 eren segones residències i 8 estaven desocupats. 237 eren cases i 2 eren apartaments. Dels 228 habitatges principals, 196 estaven ocupats pels seus propietaris, 26 estaven llogats i ocupats pels llogaters i 6 estaven cedits a títol gratuït; 6 tenien dues cambres, 23 en tenien tres, 61 en tenien quatre i 138 en tenien cinc o més. 179 habitatges disposaven pel capbaix d'una plaça de pàrquing. A 86 habitatges hi havia un automòbil i a 127 n'hi havia dos o més.

### Piràmide de població
La piràmide de població per edats i sexe el 2009 era:
| Homes | Edats   | Dones |
| ----- | ------- | ----- |
| 0     | 95 o +  | 0     |
| 0     | 90 a 94 | 4     |
| 0     | 85 a 89 | 4     |
| 0     | 80 a 84 | 0     |
| 12    | 75 a 79 | 12    |
| 4     | 70 a 74 | 8     |
| 12    | 65 a 69 | 8     |
| 12    | 60 a 64 | 12    |
| 24    | 55 a 59 | 32    |
| 20    | 50 a 54 | 20    |
| 16    | 45 a 49 | 24    |
| 32    | 40 a 44 | 20    |
| 20    | 35 a 39 | 20    |
| 20    | 30 a 34 | 32    |
| 12    | 25 a 29 | 12    |
| 8     | 20 a 24 | 8     |
| 20    | 15 a 19 | 16    |
| 16    | 10 a 14 | 24    |
| 16    | 5 a 9   | 12    |
| 16    | 0 a 4   | 20    |

## Economia
El 2007 la població en edat de treballar era de 417 persones, 292 eren actives i 125 eren inactives. De les 292 persones actives 267 estaven ocupades (146 homes i 121 dones) i 25 estaven aturades (9 homes i 16 dones). De les 125 persones inactives 37 estaven jubilades, 56 estaven estudiant i 32 estaven classificades com a «altres inactius».

### Ingressos
El 2009 a Bardouville hi havia 228 unitats fiscals que integraven 607,5 persones, la mediana anual d'ingressos fiscals per persona era de 19.628 €.

### Activitats econòmiques
Dels 16 establiments que hi havia el 2007, 1 era d'una empresa extractiva, 2 d'empreses de fabricació d'altres productes industrials, 2 d'empreses de comerç i reparació d'automòbils, 3 d'empreses de transport, 1 d'una empresa d'hostatgeria i restauració, 4 d'empreses de serveis, 2 d'entitats de l'administració pública i 1 d'una empresa classificada com a «altres activitats de serveis».
Dels 2 establiments de servei als particulars que hi havia el 2009, 1 era un taller de reparació d'automòbils i de material agrícola i 1 restaurant.
L'any 2000 a Bardouville hi havia 7 explotacions agrícoles.

## Equipaments sanitaris i escolars
El 2009 hi havia una escola elemental.

## Poblacions més properes
El següent diagrama mostra les poblacions més properes.